# Valborgsmässoafton
För andra betydelser, se Valborgsmässoafton (olika betydelser) eller Valborg (olika betydelser). Uppslagsordet "Majbrasan" leder hit. För kappseglingen, se Majbrasan (kappsegling).
Valborgsmässoafton, sista april eller vardagligt valborg, finlandssvenska vappen, är en årlig fest i nord- och mellaneuropa den 30 april. Traditionen grundar sig på den förkristna högtid som länge firats i Tyskland, men som senare har kommit att uppkallas efter kulten runt den heliga Valborg. 

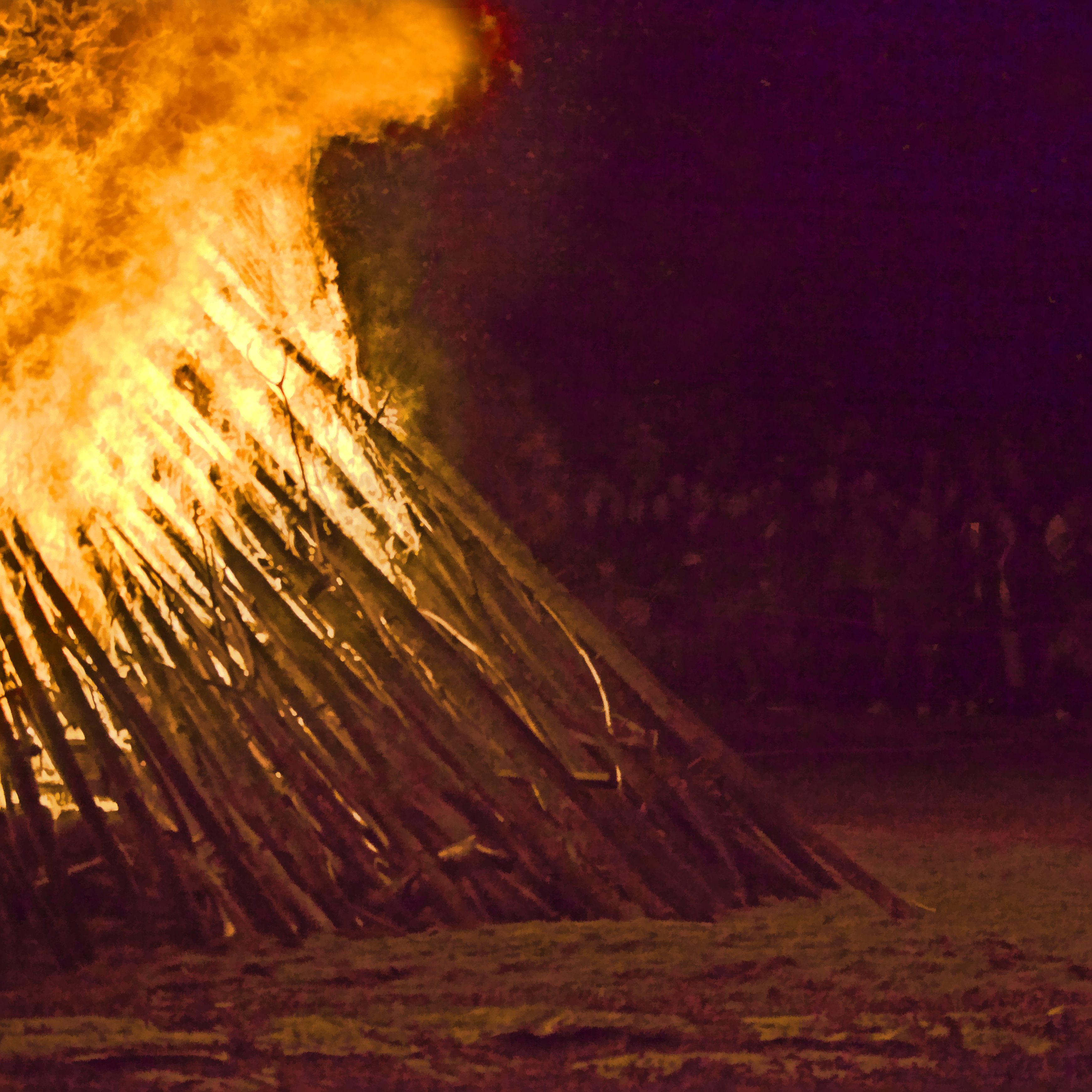
Valborgsmässoafton på Skansen i Stockholm, 2012

Skräp efter vårstädning av skog och mark brukar då eldas upp. 

## Bakgrund
Valborgsmässoafton motsvaras av den förkristna Beltane bland kelterna och segerblot i det förkristna Norden.
Sedan 1400-talet firas dagen till minne av det tyska helgonet Sankta Walpurgis, på svenska Valborg. Valborgskulten, som uppstod efter hennes död år 779, kom i hög grad att handla om skydd mot häxor och onda andar. Valborg blev helgonförklarad den 1 maj (som sedan firades som Valborgsmässan, Walpurgistag), och därför kom hon att kopplas med de förkristna germanska vårfester hållna denna dag, som av kristendomen stämplades som häxförsamlingar. Särskilt trodde man att häxorna på Valborgsmässonatten mellan den 30 april och den 1 maj red på kvastar eller getabockar till de gamla offerplatserna, i synnerhet till Blocksberg (Brocken, den högsta spetsen av Harz, bekant bland annat genom scenen ”Walpurgisnacht” i Goethes Faust), och där umgicks med djävulen. För att bekämpa detta spökeri förde man oväsen genom rop, skott och horn, och tände eldar på höjderna. Detta blev den kristna tidens förklaring av dessa ursprungligen förkristna vårseder. 

## Allmänt firande i Finland och Sverige

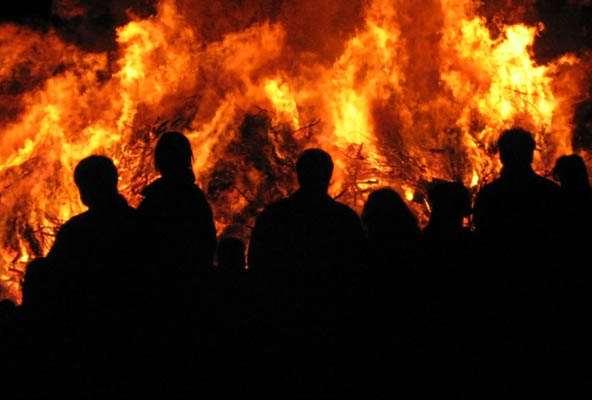
En valborgseld.

På många platser i Finland och Sverige firas helgen genom att bränna bål och på vissa platser med fyrverkerier och smällare. Valborgselden, valborgsmässobålet eller, den i folkmun kanske populäraste beteckningen, majbrasa, ska inte förväxlas med en vårdkase som är en eld som varnar för krig eller örlog.

### Sverige
De flesta svenskar firar Valborgsmässoafton, men förbinder inte firandet med den heliga Valborg. Valborgsfesten står oftare som symbol för ankomsten av våren och ljuset.  Därigenom går firandet längre tillbaka i tiden än kristendomen som, när den vann utbredning i Norden, knöt an till de gamla festerna. Eldar tändes ursprungligen inte för att skrämma bort häxor utan för att bränna det gamla och ge plats för det nya. Att ge plats för det nya stämde också väl in i den kristna tolkningen av livet där påskens tema från död till liv också symboliskt fick gestaltas i valborgselden. Seden att fira olika våreldar har därigenom botten i både kristen och tidigare tradition. När Sverige kristnades på 1000-talet, byggdes vissa av de kristna kyrkorna på den gamla religionens högtidsplatser och knöt också rumsligt an till de rådande högtiderna. 
I Sverige sammanfaller firandet med kung Carl XVI Gustafs födelsedag.

### Finland

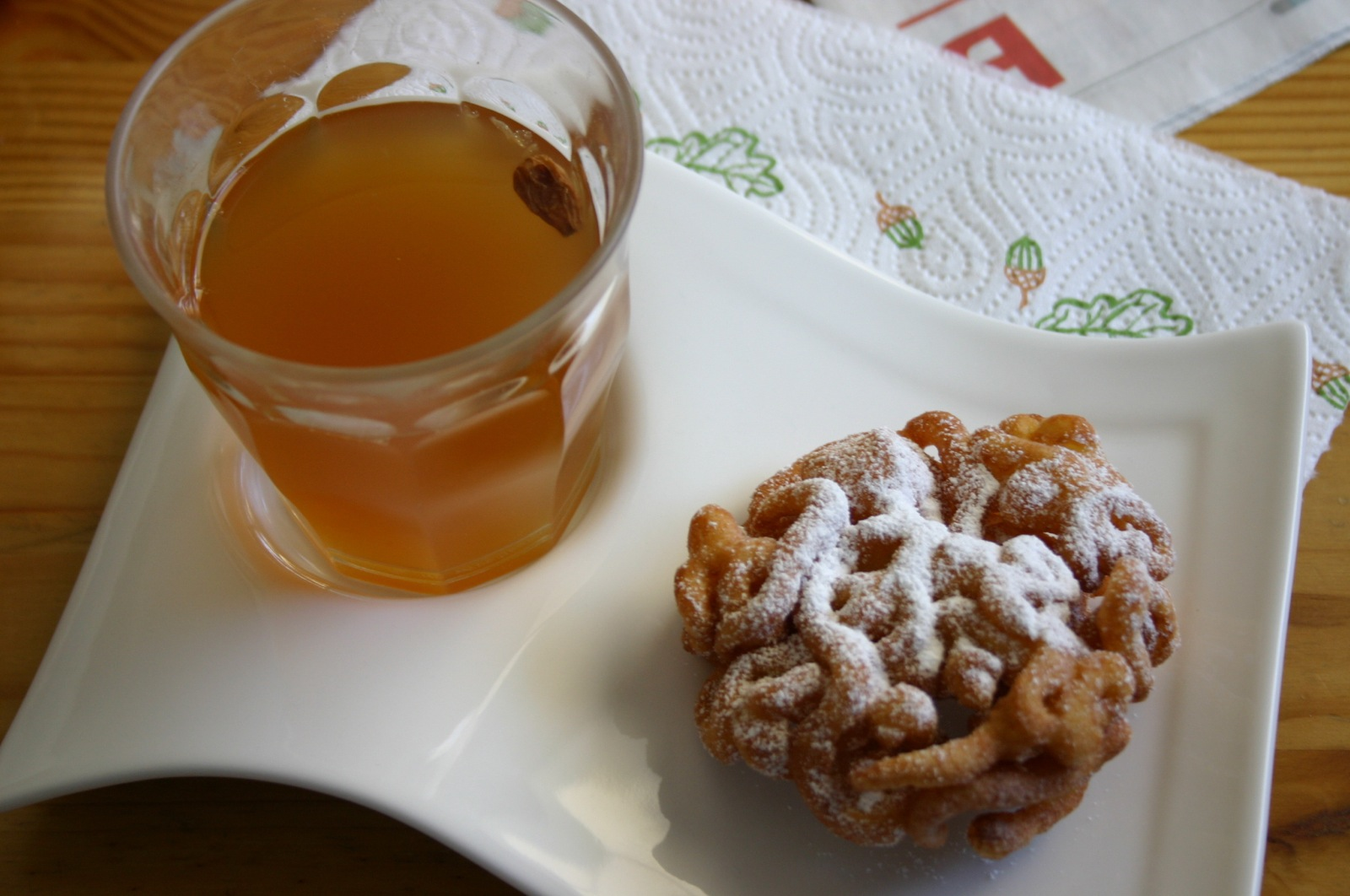
Mjöd och struvor.

I Finland varierar firandet stort, men gemensamt för många finländares valborgsfirande är struvor och mjöd. Bland finlandssvenskar kallas valborg vappen i folkmun, inlånat från finskans vappu (i sin tur av Valpuri, Valborg). Finlandssvenskar önskar ofta varandra Glada vappen istället för Glad valborg och Glad första maj. Det är oklart varifrån uttrycket Glada vappen härstammar, eftersom det språkligt skulle vara mer korrekt att säga Glad vapp, i likhet med God jul. Uttrycket antas ha uppkommit genom en felöversättning av finskans Hauskaa vappua (ung. Glad vapp) eller som ett skämt. Enligt en obekräftad uppgift i en insändare i tidningen Hufvudstadsbladet uppkom uttrycket genom en illa översatt annons i ett skyltfönster i Helsingfors på 1940–1950-talet.
Under 1800-talet firades inte valborgsmässoafton alls i Finland, utan det var första maj som var festdagen. Strax efter sekelskiftet 1900, när busandet på gatorna blev en viktigare del av första maj, blev det vanligt att man inledde firandet kvällen innan. Under förbudstiden i Finland 1919–1932, då det förekom mycket smuggelsprit, flyttades studenternas och de välbärgade stadsbornas firande från restaurangerna till privata lokaler. Nu blev valborgsmässoafton i ännu högre grad den egentliga festkvällen, som kunde följas av en sillfrukost på första maj. På landsbygdsorter, där det varken fanns arbetarklass- eller studenttraditioner, var valborgsmässoafton under 1900-talet den huvudsakliga festkvällen. Vid mitten av 1900-talet blev valborgsmässoafton en allmän danskväll på landsbygden, som inledde sommardanssäsongen.

## Valborg som akademisk högtid
Firandet av vårens ankomst är en urgammal tradition som under 1800-talets första hälft övertogs av studenterna i bland annat Uppsala. Under denna tid började studenterna manifestera sig som en särskild samhällsgrupp med egna traditioner och fester. Dagen är därmed en av årets stora högtidsdagar vid flertalet av Finlands och Sveriges högskolor och universitet, där man enligt traditionen den 30 april sätter på sig studentmössan, eller sommarmössan i de sammanhang där även vinterstudentmössa används (se Lista över teknologmössor). I Göteborg anordnar teknologerna vid Chalmers tekniska högskola den så kallade Cortègen, och i Uppsala arrangerar Uppsala teknolog- och naturvetarkår forsränning.

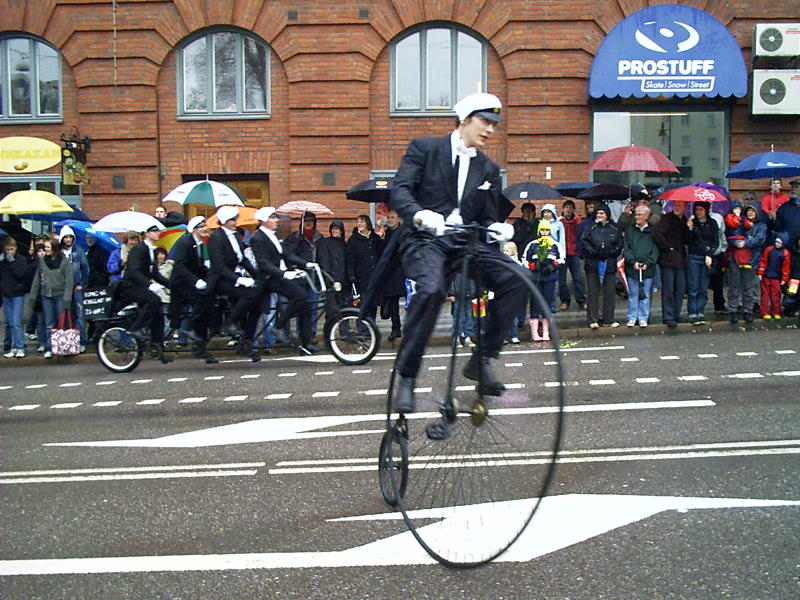
Höghjulingen och quattrocyklotronen vid Chalmerscortègen i Göteborg.

### Valborgsmässofirande i Göteborg
Studenttåg med studentorkestrar och -föreningar avgår från de olika kårhusen för att sammanstråla i Trädgårdsföreningen på eftermiddagen. Där spelar olika orkestrar och vårtal hålls, vilket avslutas med mösspåtagning.
På kvällen inleds Cortègen från Chalmers. Det är en lång karavan som under ett par timmar ringlar genom stadens centrala gator, huvudsakligen utgjord av lastbilar med av studenter byggda scener i papp och papier maché, där studenterna agerar skådespelare. Scenerna anknyter till aktuella händelser. Mellan lastbilarna förekommer så kallade ”lösnummer”. Det kan till exempel vara fantasifullt ombyggda bilar, motoriserade badkar, toaletter och stolar, och andra diverse spektakulära hemmabyggen. Inför Cortègen har chalmeristerna under en månads tid sålt Cortègeprogram – en publikation baserad på studentikos humor – på stan iklädda vita rockar och ibland Chalmers vintermössa. Cortègen ses av ett par hundra tusen göteborgare. Cortègetraditionen går tillbaka till 1909.

### Traditionsenlig valborg i Helsingfors

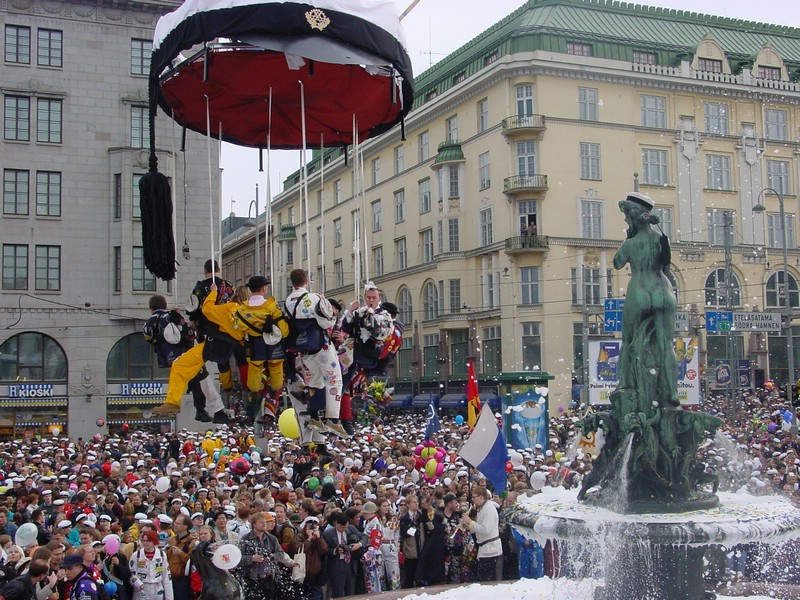
Statyn Havis Amanda i Helsingfors får sin studentmössa (teknologmössa) år 2002

Vid valborg (Vappen) inleds festligheterna på kvällen den 30 april i Helsingfors med att studenterna samlas vid statyn Havis Amanda för att klä den med en studentmössa. De olika högskolorna har sina egna program på kvällen och natten, men på morgonen den 1 maj hör det till att bevista studentsången; den svenskspråkiga Akademiska sångföreningen gör det i Kajsaniemiparken, följda av teknologernas blåsorkester Humpsvakar. De finskspråkiga Ylioppilaskunnan Laulajat sjunger i Ulrikasborg. Vid tjänlig väderlek kombineras valborgsfirandet med picknick.

### Traditionsenlig valborg i Linköping
På valborg i Linköping brukar dagen inledas med lekar eller tävlingar vid Stångån eller Tinnerbäcken. Därefter är det kortege till Borggården vid Linköpings slott. Akademiska föreningen har traditionsenlig champagnelunch på Nationernas Hus.
Studentorkestern LiTHe Blås marscherar genom stan och kommer på eftermiddagen fram till Borggården där Linköpings Studentsångare inleder med vårsånger på Borggården. Mösspåtagning sker efter den första sången. En representant för studentkårerna och en representant för lärarkollegiet håller vårtal. På kvällen har sektionerna eller nationerna middag eller bal.
Studentorkesterfestivalen har vanligen byggstart för kårtegen. På kvällen är det kravall, Akuten som hålls på Kårallen.

### Traditionsenlig "siste april" i Lund
En traditionsenlig valborgsmässoafton i det akademiska Lund kallas för "siste april". Siste april-festligheterna i Lund var ursprungligen en förfest inför studentkårens rektorsuppvaktning den 1 maj. Numera firas siste april i Lund med kamp mellan nationerna i grenar såsom pajkastning och dragkamp. Dessa så kallade Siste april-lekar instiftades av Aron Borelius, professor i konsthistoria vid Lunds universitet 1958–1964. Övriga befolkningen beger sig till Stadsparken för en gigantisk picknick och de minsta åker karusell på södra lekplatsen. Under hela dagen hålls aktiviteter såsom sillfrukost på någon av studentnationerna, lekar och tävlingar i Stadsparken (tidigare på Centrala idrottsplatsen), karuseller och tivoli, traditionell mösspåtagning på Tegnérsplatsen. Radio AF sänder traditionsenligt direkt från Stadsparken.  Det hålls traditionsenlig siste-apriluppsättning av Lundaspexarna, Wermlands Nations traditionsenliga bal på Grand Hotel eller Sittning på någon av nationerna och också många fester natten lång.
På 1 maj avslutar många sitt siste april-firande med frukostbuffé på Grand Hotel för att på så sätt sätta punkt för ett komplett dygns firande. Under dagen hålls Rektorsuppvaktning då studenterna uppvaktar rektorn på Universitetshusets trappa med tal av Lunds Universitets Studentkårers vice ordförande. På kvällen hälsar Studentsångarna våren välkommen då de sjunger ut vintern från Universitetshusets trappa, vilket direktsänds i SVT.

### Traditionsenlig valborg i Stockholm

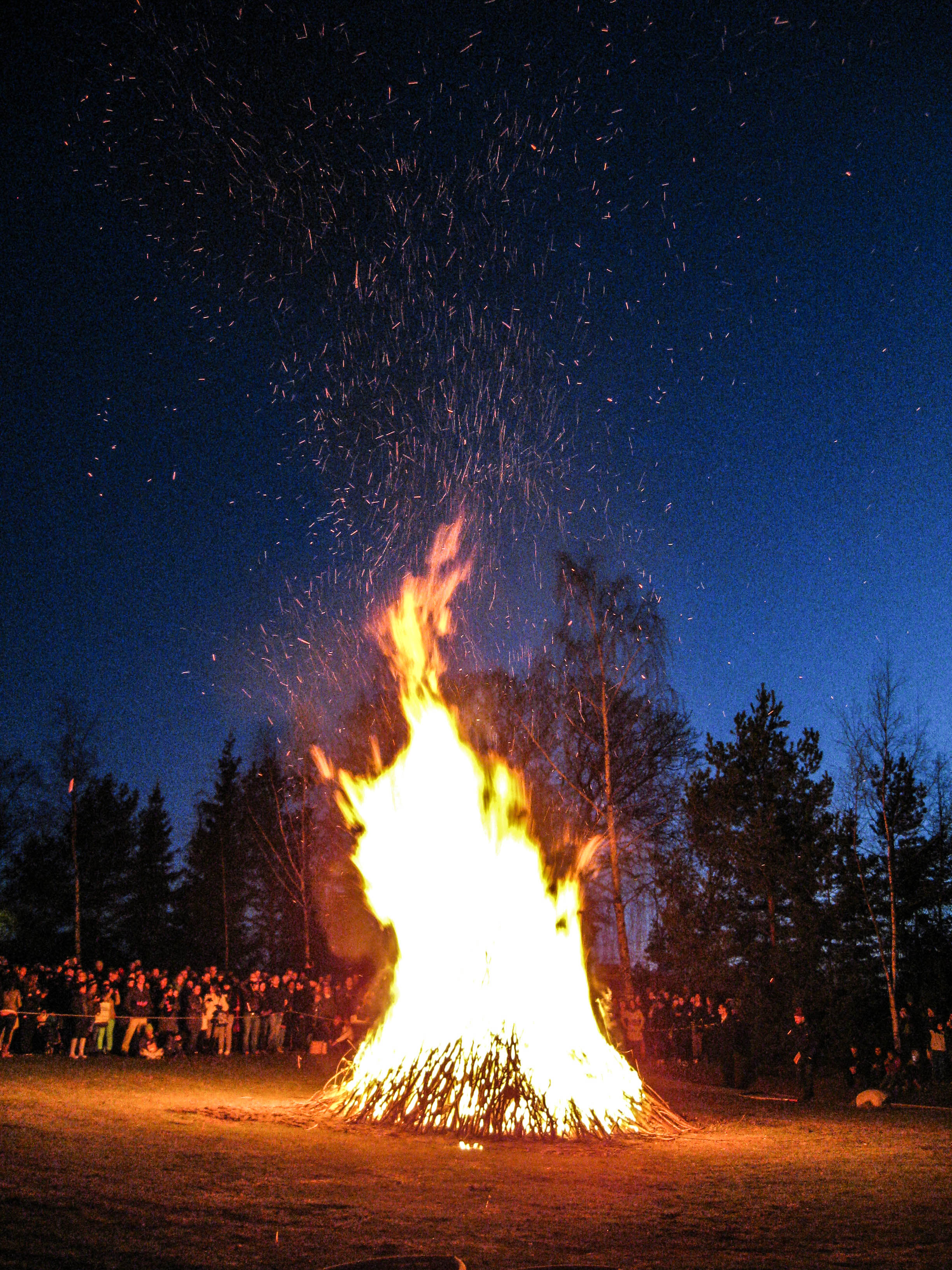
Majbrasa på Skansen under valborg.

På Skansen i Stockholm har man firat vårens ankomst sedan 1894 och programmet består av studentsång, konserter, vårtal och valborgsmässobål. På eftermiddagen inleds den traditionella mösspåtagningen för studenterna.

### Traditionsenlig valborg i Umeå
En av de äldsta traditionerna vid Umeå universitet är Renhornens konserter, som numera hålls i Aula Nordica två gånger under eftermiddagen. Valborg är också dagen för Medicinska studentkårens sillunch på kårhuset Villan. Av tradition brukar också nationerna samlas för champagnefrukost vid universitetsdammen. Alltmer populärt är också att samlas för grillfester, vid campus, i studentområden och i naturen runt universitetet.
Från 2006 (det år Umeå utsågs till Årets studentstad) till början av 2010-talet firades Valborg på campus, som var ett samarrangemang mellan universitet, Umeå kommun och Akademiska hus, och därför en angelägenhet för tusentals umebor (utöver studenter och akademiker).
Firandet brukade inledas på eftermiddagen med uppträdanden och diverse aktiviteter för hela familjen. Senare på kvällen framträdde Valborgskören, med medlemmar från Umeå Studentkör, Nationskören, Umeå vokalensemble och ibland även från Sångkraft. Då hölls även ett vårtal av någon av universitets doktorer eller professorer, varpå brasan tändes. Firandet avslutades med musikuppträdanden, ofta med något lokalt band som Isolation Years, David Sandström Overdrive eller Deportees.

### Traditionsenlig sista april eller valborg i Uppsala

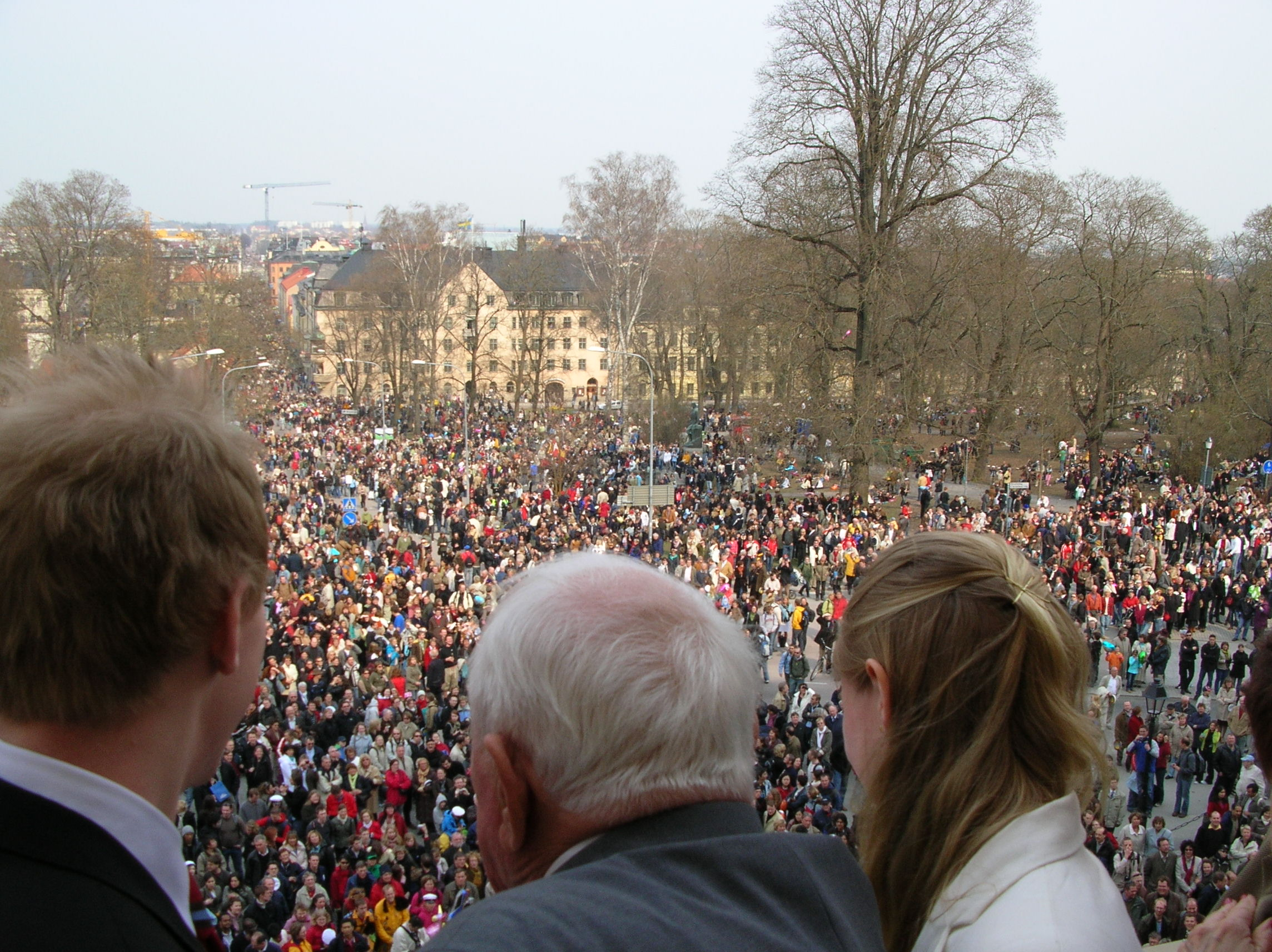
Carolinabacken sedd från Carolina Redivivas balkong, strax före mösspåtagningen i Uppsala.

År 1842 fastslog Upsala studenters sångförening (Allmänna Sången) att valborgsmässoafton skulle vara en av fyra årliga högtider som studenterna särskilt skulle fira. De tre övriga var Gustav Vasas födelsedag den 12 maj och Gustav II Adolfs och Karl XII:s dödsdagar 6 respektive 30 november. Från mitten av 1850-talet till och med 1904 firades även unionsdagen 4 november under livliga former. Av dessa fem särskilda festdagar har bara valborgsmässoafton och (i någon mån) 6 november överlevt in i vår tid.
Av olika memoarskildringar framgår ganska väl hur valborgsfirandet gick till under 1800-talet. Sången var viktig, nationsidentiteten var viktig. Stora torget var den stora festplatsen, där samlades studenterna på dagen och där avslutades på nattkröken det hela med ringdans (ofta till lokalbefolkningens och polisens förtret).
Under 1900-talet har traditionen utvecklats och förändrats. Torgny T:son Segerstedt blev 1955 rektor vid Uppsala universitet. Han skapade tidigt traditionen att rektor skulle vinka med sin studentmössa exakt klockan 15.00 från Carolinas balkong.
Sedan 1975 äger den så kallade forsränningen rum under förmiddagen på sista april, arrangerad av Uppsala teknolog- och naturvetarkår. Den började som en informell tävling i gummibåtar utmed Fyrisåns centrala delar, men utvecklades snart till en karnevalsliknande företeelse. Tusentals åskådare kantar åns sidor under evenemanget varje år.
Studenterna börjar två dagar före valborg, den 28 april med det som kallas ”skvalborg” som dagen efter följs av ”kvalborg” då man ofta har grillfester, lekar och annat under dagen och sedan går ut på nation och festar till morgontimmarna. För studenterna som läser på Teknat-fakulteten och/eller bygger en flotte till Forsränningen börjar festligheterna ännu tidigare, redan 21 april börjar Forsfestivalen där flottarna byggs och det finns massa aktiviteter som är öppna för allmänheten. På sista april börjar man sedan i regel ganska tidigt på morgonen.

### Traditionsenlig valborg i Åbo
Valborgsfirandet inleds för de svenskspråkiga studenterna i Vårdbergsparken på kvällen, med konsert av Brahe Djäknar och Florakören, samt mösspåtagning. Konserten och firandet TV-sänds. De finskspråkiga studenterna firar i Puolalaparken. Efter detta samlas alla finskspråkiga studenter vid Aura ås strand, där statyn Liljan får studentmössa av tandläkarstuderande. Kvällen firas i vänners lag, ofta på olika restauranger. Nästa dag, första maj, ordnar Åbo universitets och Åbo Akademis studentkårer picknick i Vårdbergsparken.

### Traditionsenlig valborg i Visby

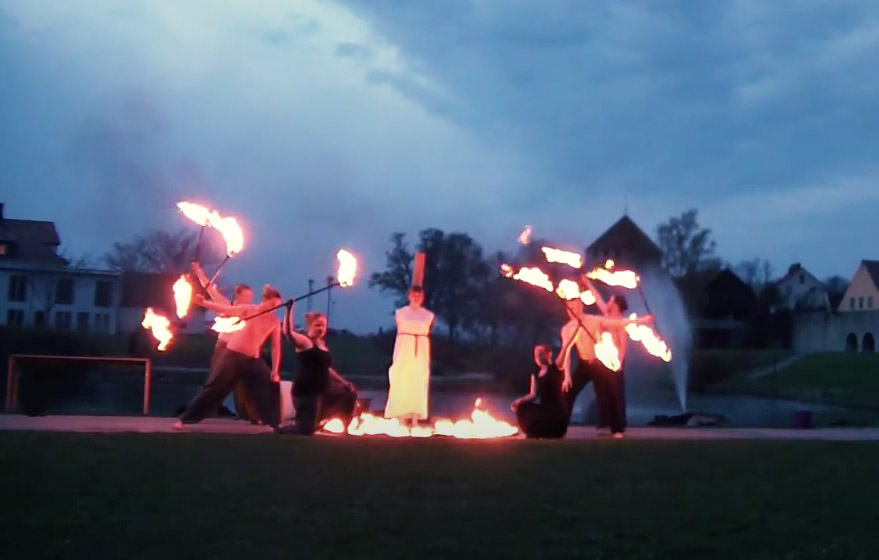
Eldshow på valborg av studentkåren Rindis gycklargille i Almedalen, Visby

Valborgsfirandet i Visby arrangeras av Gotlands studentkår Rindi och Visby Centrum med picknick i Almedalen på eftermiddagen. Detta följs av fackeltåg från Ringmurens österport ner till Almedalsscenen, där studentkören sjunger, följt av tal och sedan livebandspelning. I stället för en stor brasa tänds eldkorgar runt Almedalen och hela kvällen avslutas med en eldshow från studentkårens gycklargille.

### Traditionsenlig valborg i Vasa
Under valborgsmässoafton ordnar de olika studentkårerna gemensamt program bl.a. vid Hovrättsbassängen, där man vanligtvis ser tävling i "vapprodd". Senare kl 18, med alla studentorganisationer närvarande, får statyn av Zacharias Topelius vid Kyrkoesplanaden, en vit studentmössa på huvudet. Därefter brukar studentkören Pedavoces sjunga in våren på trapporna till gamla Vasa Lyceum. Under kvällen ordnar kårerna vanligtvis egna fester på olika håll i staden, men under första maj samlas många till picknick-frukost i Hovrättsparken.

## Bilder

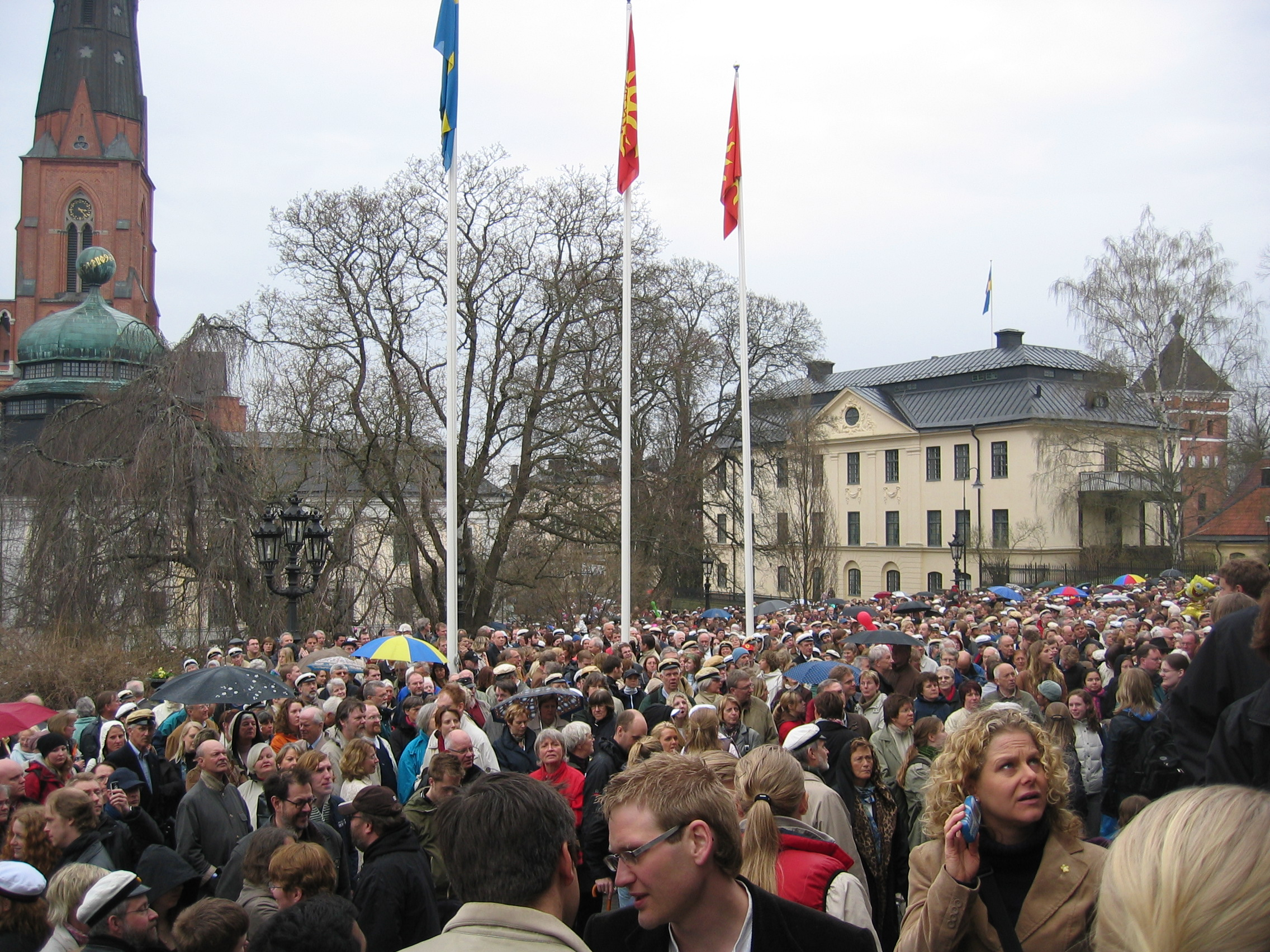
Nedanför Universitetshuset, Uppsala.
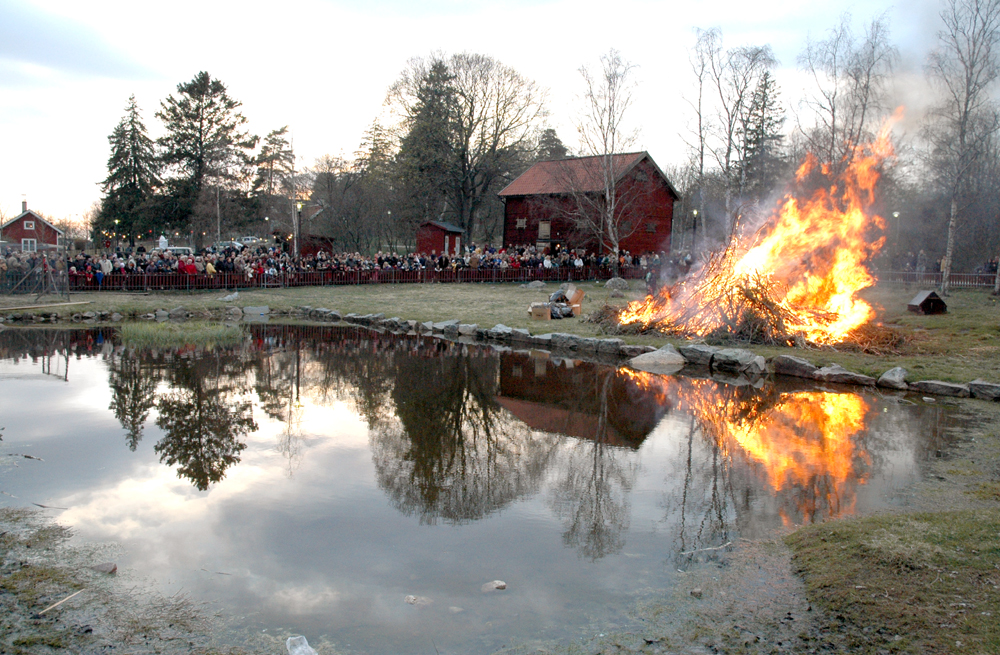
Akalla – en förort till Stockholm.
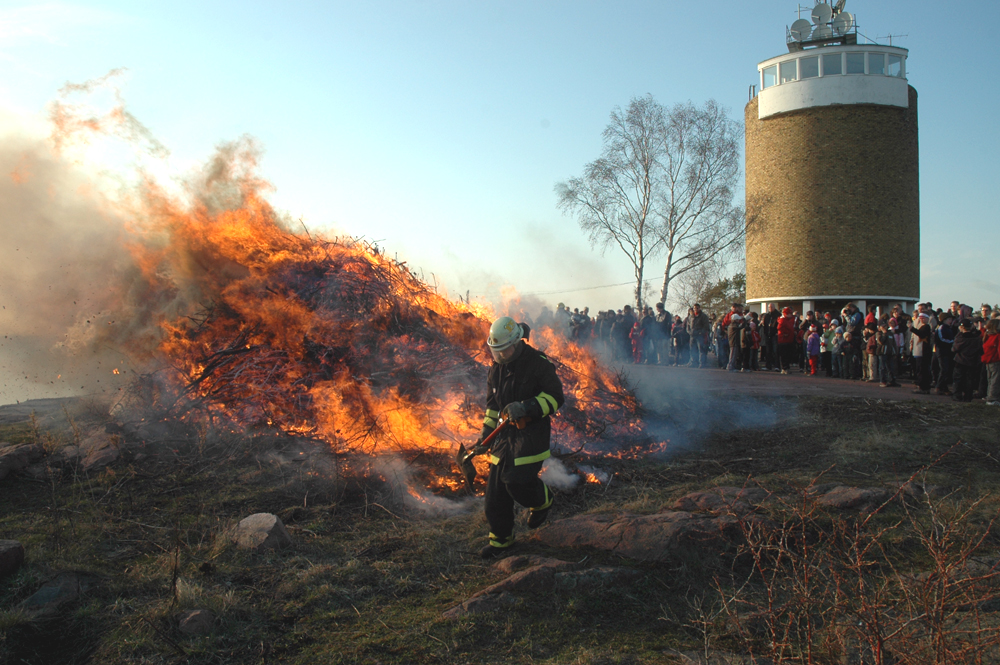
Mariehamn på Åland.
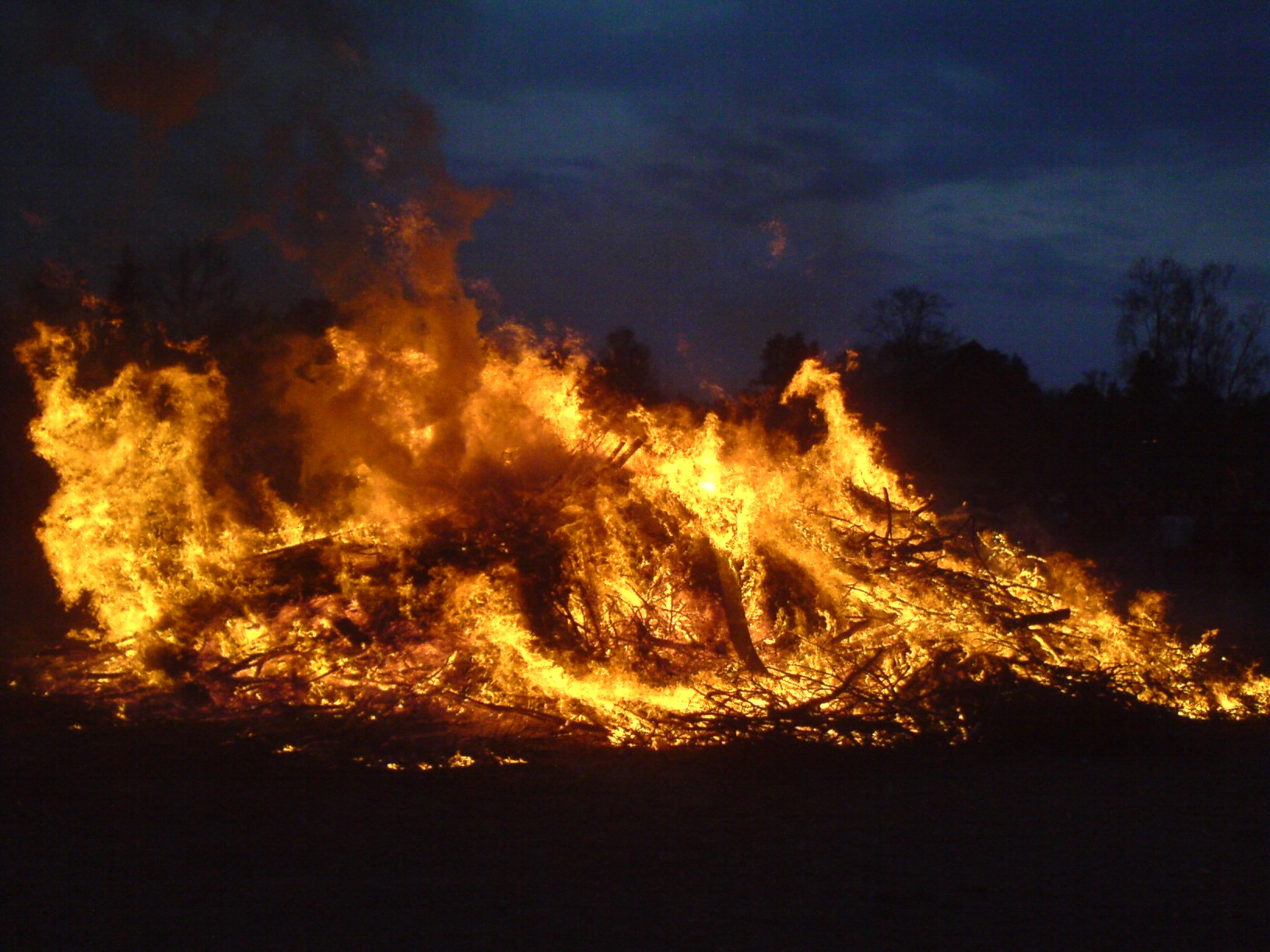
Fornuddsparken i Tyresö kommun.
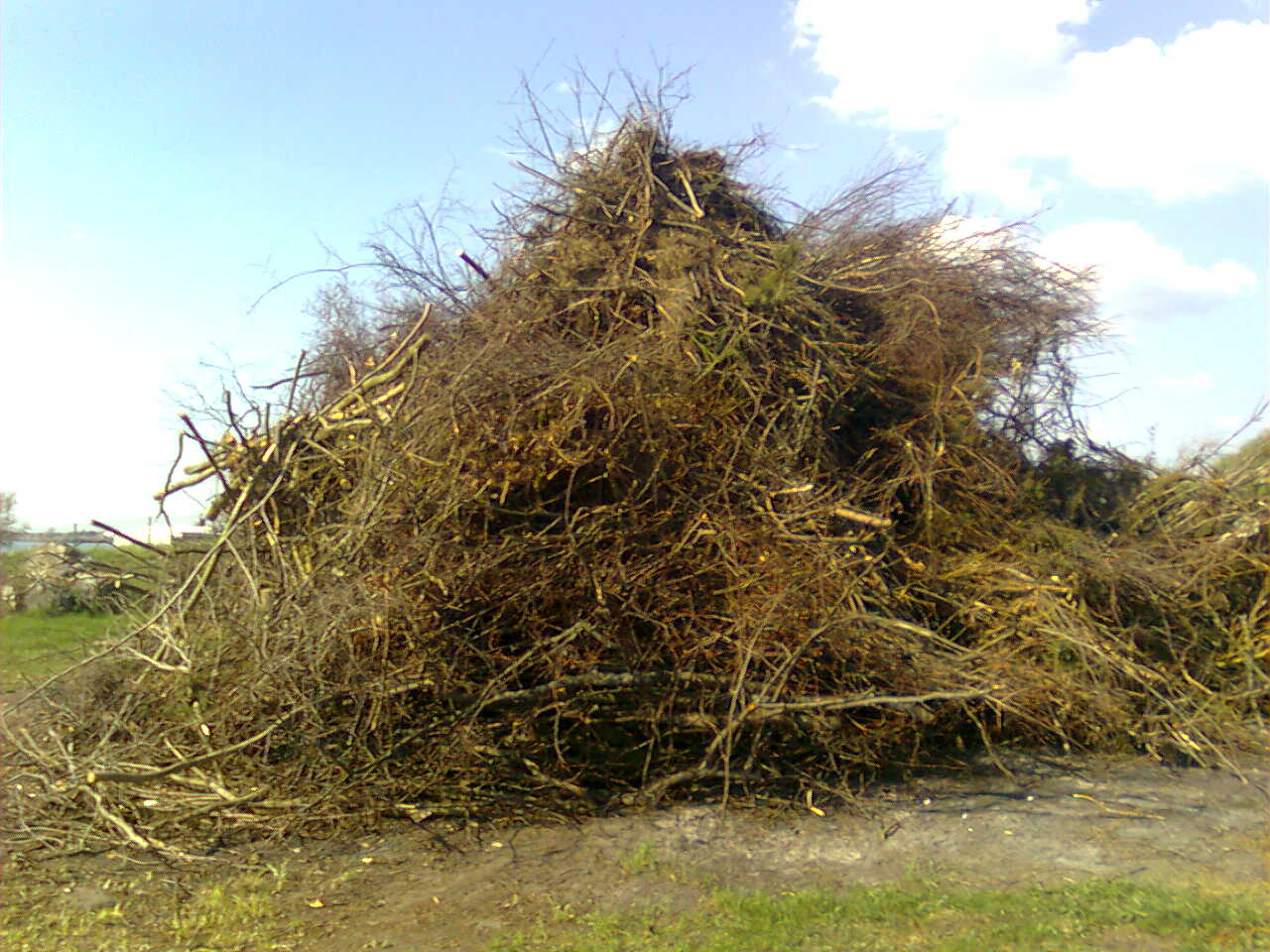
Blivande valborgsmässobål i Varberg.